# Flughafen Lipezk

i7
i11
i13
Der Flughafen Lipezk (russisch Аэропорт Липецк, IATA-Code: LPK, ICAO-Code: UUOL) ist ein kleiner Verkehrsflughafen nahe der Stadt Lipezk in Russland. Er ist der einzige Flughafen der Oblast Lipezk.

## Geschichte
Die Errichtung erfolgte 1966 als kleiner Regionalflughafen und 1987 um ein neues Terminal erweitert. Ende der 1990er-Jahre musste der Flughafen infolge finanzieller Probleme geschlossen werden. In den 2000er-Jahren wurde er jedoch wieder in Betrieb genommen und fertigt heute Flüge von und nach Moskau, Sankt Petersburg, Mineralnyje Wody und Sotschi ab. Gegenwärtig sind weitere Flüge sowie die Erweiterung des Flughafens als internationaler Flughafen in Planung.